# Raimund Dreyschock

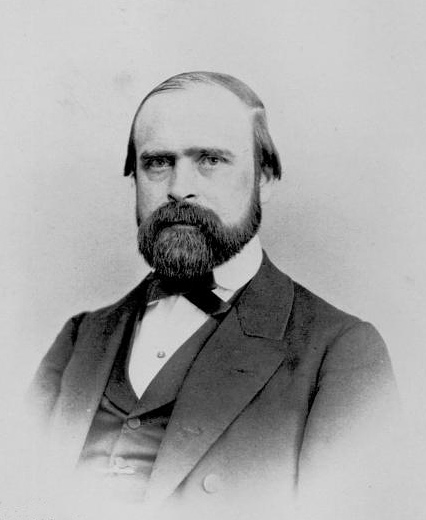
Raimund Dreyschock

Raimund Dreyschock (* 20. August 1824 in Schak bei Kuttenberg (Böhmen); † 6. Februar 1869 in Stötteritz bei Leipzig) war ein deutsch-böhmischer Violinist und Komponist.

## Leben
Raimund Dreyschocks Vater war ein musikliebender Oberamtmann. Durch ihn und die musikalische Entwicklung seines älteren Bruders Alexander (1818–1869) angeregt, fand auch Raimund zur Musik. Mit elf Jahren wurde er ans Konservatorium nach Prag geschickt, wo Friedrich Wilhelm Pixis (1785–1842) sein Violinlehrer wurde. Nach dem Abschluss der Ausbildung begleitete er seinen Bruder auf einigen von dessen Konzertreisen.
1845 kam er nach Leipzig und spielte im Gewandhausorchester. Nach dem Ausscheiden Joseph Joachims (1831–1907) aus dem Orchester 1850 erhielt er dessen Stelle als zweiter Konzertmeister hinter Ferdinand David (1810–1873). Außerdem wurde er Violinlehrer am Leipziger Konservatorium, wo zu seinen Schülern unter anderen George Japha (1834–1892), Oskar Rieding (1846–1916) und Henry Schradieck (1846–1918) gehörten.
Ab 1851 war Dreyschock mit der aus Köln stammenden Sängerin (Alt) Elisabeth Dreyschock geb. Nosé (1834–1911) verheiratet, die in Leipzig studiert hatte. Das Paar wohnte bis 1855 in der Bosenstraße (heute Nürnberger Straße), dann in der Weststraße (heute Friedrich-Ebert-Straße), bis es 1864 in eine Wohnung mit der Adresse An der Pleiße 2 (heute Martin-Luther-Ring) zog. 1860 wurde der Sohn Felix (1860–1906) geboren, der Pianist wurde. 1867 eröffnete Elisabeth Dreyschock in der Wohnung ein „Gesanglehr-Institut“.
Anfang 1868 musste Raymund Dreyschock seine künstlerischen Tätigkeiten krankheitsbedingt aufgeben. Er verstarb im Februar des Folgejahres. Da in der Literatur einheitlich Stötteritz als Sterbeort angegeben wird, kann angenommen werden, dass er seine letzte Zeit in der Güntzschen Privatanstalt Thonberg an der Grenze zu Stötteritz verbracht hat. Die Witwe zog mit ihrem Sohn nach Berlin.

## Werke

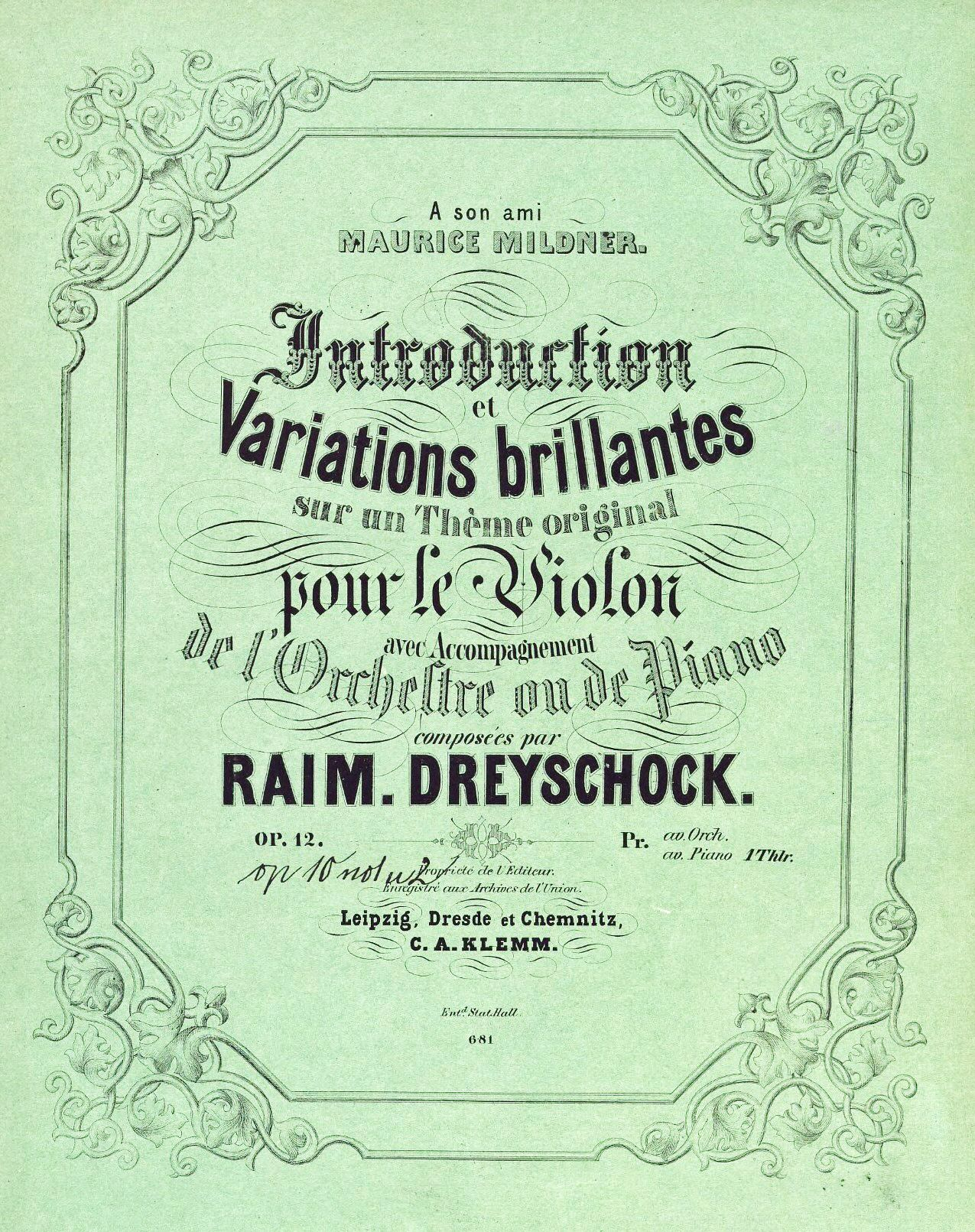
Noten-Deckblatt Introduction et Variations brillantes

Raimund Dreyschock war in beschränktem Umfang auch als Komponist tätig. Die Bibliothek der Universität der Künste Berlin bewahrt 31 Notenhandschriften Dreyschocks auf, darunter Solo-, Kammer- und Orchestermusik. Das Werk Introduction et Variations brillantes für Violine, Orchester und Klavier liegt auch als Druck vor.